# پرایا (صربستان)
پرایا (به صربی: Pralja) یک منطقهٔ مسکونی در صربستان است که در سینیتسا واقع شده‌است. پرایا ۱۷ نفر جمعیت دارد.